# Gretna (Virgínia)
Gretna és una població dels Estats Units a l'estat de Virgínia. Segons el cens del 2000 tenia 1.257 habitants.

## Demografia
Segons el cens del 2000, Gretna tenia 1.257 habitants, 569 habitatges, i 326 famílies. La densitat de població era de 453,6 habitants per km².
Dels 569 habitatges en un 20,7% hi vivien nens de menys de 18 anys, en un 36,6% hi vivien parelles casades, en un 18,3% dones solteres, i en un 42,7% no eren unitats familiars. En el 40,4% dels habitatges hi vivien persones soles el 22% de les quals corresponia a persones de 65 anys o més que vivien soles. El nombre mitjà de persones vivint en cada habitatge era de 2,06 i el nombre mitjà de persones que vivien en cada família era de 2,75.
Per edats la població es repartia de la següent manera: un 18,4% tenia menys de 18 anys, un 4,7% entre 18 i 24, un 21,7% entre 25 i 44, un 23,9% de 45 a 60 i un 31,3% 65 anys o més.
L'edat mediana era de 50 anys. Per cada 100 dones de 18 o més anys hi havia 67,9 homes.
La renda mediana per habitatge era de 23.710 $ i la renda mediana per família de 33.611 $. Els homes tenien una renda mediana de 28.158 $ mentre que les dones 20.598 $. La renda per capita de la població era de 14.397 $. Entorn del 14,4% de les famílies i el 19,3% de la població estaven per davall del llindar de pobresa.

## Poblacions més properes
El següent diagrama mostra les poblacions més properes.